# Stahlzeit
Stahlzeit est un groupe allemand de Neue Deutsche Härte. Formé en tant que groupe hommage et avec pour chanteur et leader est Helfried « Heli » Reißenweber, le groupe reprend exclusivement des chansons du groupe Rammstein. Sur scène, la pyrotechnie, les costumes et la décoration de la scène ressemblent également à ceux de Rammstein. Avec 70 à 80 concerts par an, le groupe est considéré comme le tribute band de Rammstein le plus réussi et le plus spectaculaire d'Allemagne.

## Histoire
Officiellement, le groupe Stahlzeit existe depuis octobre 2004. Depuis 2005, il se produit en live en tant que groupe hommage à Rammstein, Heli Reißenweber étant reconnu comme ayant une ressemblance visuelle et vocale avec Till Lindemann. Sous le nom de Maerzfeld, le groupe se réunit avec son propre projet à partir de 2010 et joue ses propres chansons.
En 2013, plusieurs changements sont intervenus dans la composition du groupe. Le guitariste Roland Hagen et le bassiste Sam Elflein ont quitté le groupe et sont remplacés par Mike Sitzmann (guitare) et Bora Öksüz (basse électrique). En 2017, le claviériste Thilo Weber décède. Fin 2017, Ron Huber est présenté comme nouveau claviériste. En 2019, Elflein revient officiellement à la basse, après avoir déjà remplacé Öksüz lors de concerts en 2018.

## Style musical
La tenue scénique de Stahlzeit s'inspire de celui de Rammstein : lorsqu'il y a de l'essence, des flammes de plusieurs mètres de haut sont lancées juste en dessous du plafond et des feux de bengale illuminent la scène en rouge. Sur la chanson Haifisch, le claviériste Thilo Weber s'assoit dans un canot pneumatique et s'est fait transporter par les spectateurs à travers la salle. Sur la chanson Mein Teil, Reißenweber, vêtu d'une tenue de boucher, poursuit le claviériste Weber à travers la scène. Le microphone est en outre équipé d'un couteau. Vers la fin de la chanson, Weber atterrit dans une grande marmite et, comme c'est la coutume chez Rammstein, on tire sur la marmite avec un lance-flammes.